# Hoëdic

Hoëdic este o comună în departamentul Morbihan, Franța. În 1 ianuarie 2022 avea o populație de 103 de locuitori.